# In Dublin-Am Baile Atha Cliath Yn Nulyn
| Recensione | Giudizio |
| ---------- | -------- |
| AllMusic   |          |

In Dublin-Am Baile Atha Cliath Yn Nulyn (pubblicato, anche con i titoli di: Live in Dublin, E Dulenn - A Dublin - National Stadium, In Dublin, Dublin National Stadium Live) è un album live di Alan Stivell, pubblicato dalla Fontana Records nel 1975. Il disco fu registrato dal vivo al National Stadium di Dublino (Irlanda) il 26 e 27 novembre del 1974.

## Tracce
Lato A
1. Spered Hollvedel – 3:58 (Brano tradizionale, arrangiamenti di Alan Stivell)
2. Delivrance – 2:00 (Alan Stivell)
3. Ha Kompren't 'Vin Erfin – 2:56 (Brano tradizionale, arrangiamenti di Alan Stivell)
4. Tenwal Eo'r Bed – 2:13 (Testi di Erwan Evenou su musica tradizionale, arrangiamenti di Alan Stivell)
5. Digor Eo An Hent – 2:36 (Alan Stivell)
6. Debhair An Rinceoir/Jig Gwengamp – 3:22 (Brani tradizionali (irlandese e bretone), arrangiamenti di Alan Stivell)

Lato B
1. Pachpi Kozh/Pachpi New' – 3:41 (Brani tradizionali (bretone), arrangiamenti di Alan Stivell)
2. Laridenn/Mairseal O Neil – 3:14 (Brani tradizionali (bretone e irlandese), arrangiamenti di Alan Stivell)
3. Ton-Bale Pourled/Hanter-Drou Haou – 2:39 (Brano tradizionale (bretone), arrangiamenti di Alan Stivell)
4. Bal Ha Dans Plinn – 5:13 (Brano tradizionale (bretone), arrangiamenti di Alan Stivell)
5. An Droiou – 2:02 (Brano tradizionale (bretone), arrangiamenti di Alan Stivell)

## Musicisti
- Alan Stivell - voce, arpa celtica, flauto irlandese, cornamuse scozzesi, bombarda
- Dan Ar Bras - chitarra acustica, chitarra elettrica
- Pascal Stive - organo
- Patrig Mollard - cornamuse scozzesi (brani: B3 e B5)
- Pierre Mayel - cornamuse scozzesi (brani: B3 e B5)
- Mik Ar Biz - bombarda (brani: B3 e B5)
- Padrig Sicard - bombarda (brani: B3 e B5)
- Bagad Bleimor - performer (brani: B3 e B5)
- René Werneer - fiddle, dulcimer
- Alan Kloatr - flauto traverso, cornamuse, bombarda (brani: B3 e B5)
- Jacky Thomas - basso
- Michel Santangeli - batteria
- Dominique Mollard - batteria scozzese, bodhrán